# Miquel Montaña i Carrera
Miquel Montaña i Carrera (Lleida, 4 d'abril de 1931 - 13 de desembre del 2001) va ser un advocat i polític català.

## Biografia
Es llicencià en dret per la Universitat de Barcelona i exercí molts anys com a advocat. Va rebre la medalla d'or del Col·legi d'Advocats de Lleida. També fou conseller local del Movimiento Nacional, paer segon d'Hisenda de 1971 a 1979, procurador a Corts Espanyoles franquistes per l'administració local (1971-1977) i paer en cap de Lleida pel terç familiar de 1974 a 1976. A les eleccions generals espanyoles de 1977 fou candidat per la UCD al Senat d'Espanya, però no fou elegit. Posteriorment ingressà a Unió Democràtica de Catalunya i va ser elegit diputat a les eleccions al Parlament de Catalunya de 1984 per les llistes de Convergència i Unió. De 1984 a 1988 va ser vicepresident de la Comissió Parlamentària del Síndic de Greuges del Parlament de Catalunya.